# Beethoven's Big Break
Beethoven's Big Break is een Amerikaanse familiefilm uit 2008 die geregisseerd is door Mike Elliott. Het wordt vaak beschouwd als een reboot van de film uit 1992, Beethoven wegens het afwijkende verhaal ten opzichte van de vorige 5 films. Het is de 6de Beethoven-film.  In de film spelen Jonathan Silverman en Jennifer Finnigan.

## Verhaal
Dierentrainer Eddie Bob zijn leven verandert drastisch wanneer hij zijn baan verliest en zijn zoon een veel te grote hond genaamd Beethoven in huis neemt. De hond groeit uit tot een filmster waardoor hij zijn baan terugkrijgt. Ondertussen plant een schurk genaamd Sal DeMarco om Beethoven te ontvoeren voor een losprijs.

## Rolverdeling
- Jonathan Silverman als Eddie Bob
- Jennifer Finnigan als Lisa
- Rhea Perlman als Patricia Benji
- Stephen Tobolowsky als Sal DeMarco
- Oscar Nunez als Tick(hulpje van Sal DeMarco)
- Joey Fatone als Bones(hulpje van Sal DeMarco)
- Moisés Arias als Billy Bob
- Eddie Griffin als Stanley
- Stefanie Scott als Katie
- Cesar Millan als zichzelf
- Grant Elliott als George Newton
- Zach Kosnitzky als Lewis
- Adam Vernier als Marco
- Aaron Richmond als cameraman(acteur)
- Ali Eagle als traiteur(actrice)